# Клин (Каменской район)
Клин (укр. Клин) — село,
Анновский сельский совет,
Верхнеднепровский район,
Днепропетровская область,
Украина.
Код КОАТУУ — 1221081004. Население по переписи 2001 года составляло 15 человек.

## Географическое положение
Село Клин находится на расстоянии в 1,5 км от села Поповка.